# Un jour en France
Singles de Noir Désir
Marlène (live)
(1994) À ton étoile
(1997)
Pistes de 666.667 Club
Fin de siècle À ton étoile
Un jour en France est une chanson de Noir Désir paru sur l'album 666.667 Club, sorti en 1996. C'est le premier single issu de cet album.
Cette chanson est une sorte d'hymne à la manière de Tostaky avec cependant une trame moins saccadée.
Par la suite, la chanson est intégrée dans les deux compilations officielles du groupe, En route pour la joie (2001) et Soyons désinvoltes, n'ayons l'air de rien (2011). Une version acoustique enregistrée à Buenos Aires le 20 juin 1997 pour l'émission de télévision Much Electric figure dans l'album Débranché (2020).
La chanson est reprise en concert par Détroit, le nouveau groupe de Bertrand Cantat. Elle est enregistrée pour l'album live La Cigale (2014).

## Composition
Les paroles tendent à brosser un portrait de la France des années 1990. La chanson est très critique vis-à-vis de la société française, à laquelle on est incessamment renvoyé grâce à de très nombreuses références. Outre la corruption et la crise économique (chocs pétroliers) abordés en début de chanson, celle-ci évoque :
- Le fascisme et le Front national : « F.N, Souffrance », « quelques fascisants autour de 15 % »
- L'oppression des médias : « Des prières pour l'audience »
- Charlie Hebdo : « Charlie défends-moi ! » est une référence au journal Charlie Hebdo qui, en 1996, avait lancé une pétition pour interdire le Front National. Cette pétition avait recueilli 173 704 signatures[1].
- Le passage à l'euro : « C'est l'heure de changer la monnaie… »
- La devise de la France (« Liberté, égalité, fraternité ») : « On devra encore imprimer le rêve de l'égalité, on n'devra jamais supprimer celui de la fraternité, reste des pointillés... »

On compte aussi quelques jeux de mots dans les textes, comme : 
- « Paul et Mickey » (polémiquer) pour Paul Grimault et Mickey Mouse (comprendre Walt Disney)
- « pile en face » (pile ou face)

## Clip
Le clip d'Un jour en France est réalisé par Henri-Jean Debon à la manière d'un anime. Il reçoit le Grand Prix, meilleure réalisation et meilleur scénario au MIDEM de Cannes en 1996. On peut voir ce clip dans le DVD qui accompagne la version Deluxe de la compilation Soyons désinvoltes... (2011).
Le clip fait référence à plusieurs faits divers de l'actualité :
- La prise d'otage de la maternelle de Neuilly en 1993.
- Les attentats au gaz sarin de la secte Aum dans le métro de Tokyo en 1995.

En outre, le clip présente l'annonce du suicide fictif de chanteur et des images de fans éplorées sur sa tombe, ce qui peut rappeler les images vues lors du suicide du chanteur japonais Hide, mais celui-ci est survenu en 1998, après la sortie du clip.